# New York, New York (film)
 For alternative betydninger, se New York, New York. (Se også artikler, som begynder med New York, New York)
New York, New York er en amerikansk musical-dramafilm instrueret af Martin Scorsese. Det er en musikalsk hyldest, med nye sange af John Kander og Fred Ebb, til Scorseses hjemby, New York City, og har Robert De Niro og Liza Minnelli i hovedrollerne.
Et af de mange utrolige eksempler på Robert De Niros dedikation til sin skuespils-teknik (method acting) ses i denne film, hvor han lærte at spille saxofon på et anstændigt niveau, for at fremstå ægte i sin præstation. De Niros saxofonspil blev dog eftersynkroniseret med saxofonisten Georgie Aulds i den færdige film.
Filmen blev en kommerciel fiasko, hvilket drev instruktøren Martin Scorsese til depression og stofmisbrug, hvilket han først kom igennem efter den enorme succesfilm, Raging Bull, 3 år efter.
New York, New York er den 3. ud af 8 film, der indeholder det legendariske samarbejde mellem Robert De Niro og Martin Scorsese.

## Medvirkende
- Liza Minnelli som Francine Evans
- Robert De Niro som Jimmy Doyle
- Lionel Stander som Tony Harwell
- Barry Primus som Paul Wilson
- Mary Kay Place som Bernice Bennett
- Georgie Auld som Frankie Harte
- George Memmoli som Nicky
- Dick Miller som Palm Club Owner
- Clarence Clemons som Cecil Powell
- Casey Kasem som DJ aka Midnight Bird
- Jack Haley som Master of Ceremonies
- Adam Winkler som Jimmy Doyle Jr.

## Eksterne Henvisninger
- New York på Internet Movie Database (engelsk)
- New York på Filmdatabasen
- New York på Scope
- New York i Svensk Filmdatabas (svensk)
- New York på AlloCiné (fransk)
- New York på MovieMeter (nederlandsk)
- New York på AllMovie (engelsk)
- New York hos American Film Institute (engelsk)
- New Yorks profil hos Encyclopædia Britannica Online (engelsk)
- New York på Turner Classic Movies (engelsk)

1. ↑  Navnet er anført på engelsk og stammer fra Wikidata hvor navnet endnu ikke findes på dansk.